# 詹姆斯·F·克罗
詹姆斯·F·克罗（1916年1月18日—2012年1月4日）是一位美国遗传学家，威斯康星大学麦迪逊分校榮譽退休教授，是木村資生的博士导师，曾任美国人类遗传学学会与美国遗传学学会会长，1987年获托马斯·亨特·摩尔根奖章。